# 日本私立中学高等学校連合会
日本私立中学高等学校連合会（にほんしりつちゅうがくこうとうがっこうれんごうかい）は、私立の中学校、高等学校、中等教育学校、私立の特別支援学校中等部・高等部の校長、教育機関の代表者などによって組織されている団体である。本部は東京都に置かれている。

## 概要
- 目的：私立学校における中等教育に関する調査研究、振興
- 事務局所在地：東京都千代田区九段北4-2-25　私学会館別館5F

## 加盟中学校及び高等学校
- 北海道私立中学高等学校協会
- 青森県私立中学高等学校長協会
- 岩手県私学協会
- 宮城県私立中学高等学校連合会
- 秋田県私立中学高等学校協会
- 山形県私立中学高等学校協会
- 福島県私立中学高等学校協会
- 新潟県私立中学高等学校協会
- 茨城県私学協会
- 栃木県私立中学高等学校連合会
- 群馬県私立中学高等学校協会
- 埼玉県私立中学高等学校協会
- 千葉県私立中学高等学校協会
- 神奈川県私立中学高等学校協会
- 東京私立中学高等学校協会
- 富山県私立中学高等学校協会
- 石川県私立中学高等学校協会
- 福井県私立中学高等学校協会
- 山梨県私立中学高等学校連合会
- 長野県私立中学高等学校協会
- 岐阜県私立中学高等学校協会
- 静岡県私学協会
- 愛知県私学協会
- 三重県私学協会
- 滋賀県私立中学高等学校連合会
- 京都府私立中学高等学校連合会
- 大阪私立中学校高等学校連合会
- 兵庫県私立中学高等学校連合会
- 奈良県私立中学高等学校連合会
- 和歌山県私立中学高等学校協会
- 鳥取県私立学校協会
- 島根県私立中学高等学校連盟
- 岡山県私学協会
- 広島県私立中学高等学校協会
- 山口県私立中学高等学校協会
- 徳島県私立中学高等学校連合会
- 香川県私立中学高等学校連合会
- 愛媛県私立中学高等学校連合会
- 高知県私立中学高等学校連合会
- 福岡県私学協会
- 佐賀県私立中学高等学校協会
- 長崎県私立中学高等学校協会
- 熊本県私立中学高等学校協会
- 大分県私立中学高等学校協会
- 宮崎県私立中学高等学校協会
- 鹿児島県私立中学高等学校協会
- 沖縄県私立中学高等学校協会